# Altwarp
Altwarp is een gemeente in de Duitse deelstaat Mecklenburg-Voor-Pommeren, en maakt deel uit van de Landkreis Vorpommern-Greifswald. Altwarp telt 452 inwoners.

## Zie ook

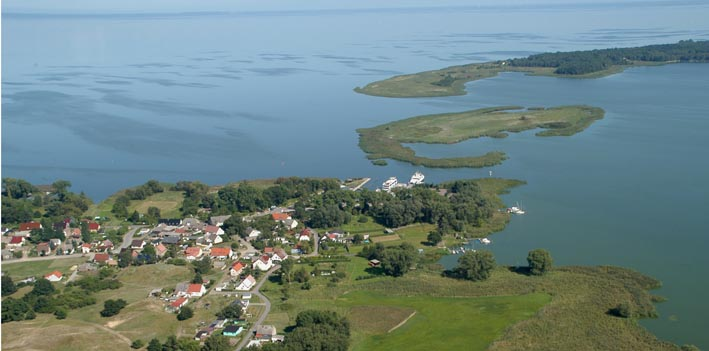
Altwarp